# شعب سارا
شعب سارا هم النيليون القادمون من أعالي النيل. يقيمون في الغالب في جنوب تشاد، والمناطق الشمالية الغربية من جمهورية أفريقيا الوسطى، والحدود الجنوبية لشمال السودان. يتحدثون لغات سارة، وهي لهجة أو مجموعة فرعية من عائلة اللغات النيلية الصحراوية. وهم أيضا أكبر مجموعة عرقية في تشاد [الإنجليزية].
تاريخ ساره الشفوي يضيف المزيد من التفاصيل عن الناس. باختصار، فإن سارا هم في الغالب من الوثنيين (تبجيل الطبيعة)، مع نظام اجتماعي مؤلف من العديد من العشائر الأبوية التي كانت تتحد في السابق في نظام واحد مع لغة وطنية، وهوية وطنية، ودين وطني. احتفظ العديد من أبناء سارة بدينهم العرقي، لكن بعضهم تحول إلى المسيحية والإسلام.

## نظرة عامة

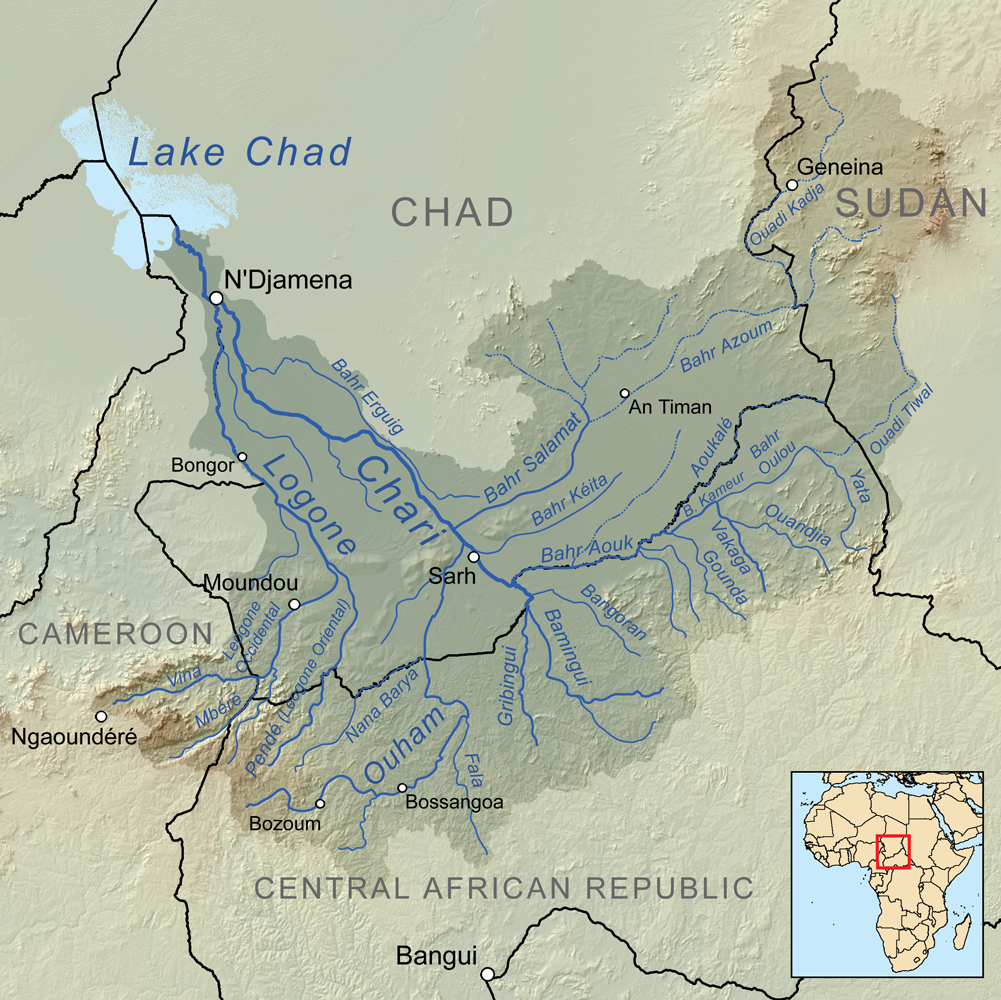
يعيش العديد من سكان سارا في المنطقة الواقعة جنوب شرق بحيرة تشاد، المروية بنهري شاري ولوغون.

### في تشاد
تعد سارا (Kameeni) أكبر مجموعة عرقية في جمهورية تشاد، وهي تتركز في شاري الأوسط، و ولوغون الشرقية،ولوغون الغربية [الإنجليزية]، وأجزاء من منطقة تانجيلي. هم في الأصل من وادي النيل وهاجروا نحو ما يعرف الآن بتشاد خلال القرن السادس عشر الميلادي، بحثًا عن ملجأ في الجنوب ضد المغيرين من تجار العبيد في الشمال. بعد وصولهم، ظلوا هدفًا للغارات العنيفة التي شنها شعوب الشمال الفولاني والعرب.

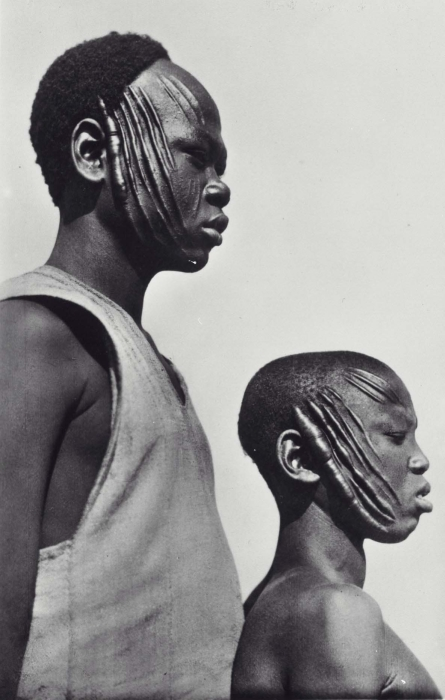
لطالما كانت طقوس ندب الجسد لإبداع فن الجسد مدى الحياة جزءًا من ثقافة سارا وتعمل كوسيلة للتأكيد على التضامن؛ كل من الرجال والنساء الاشتراك في ذلك.